# Princess Royal's Battery

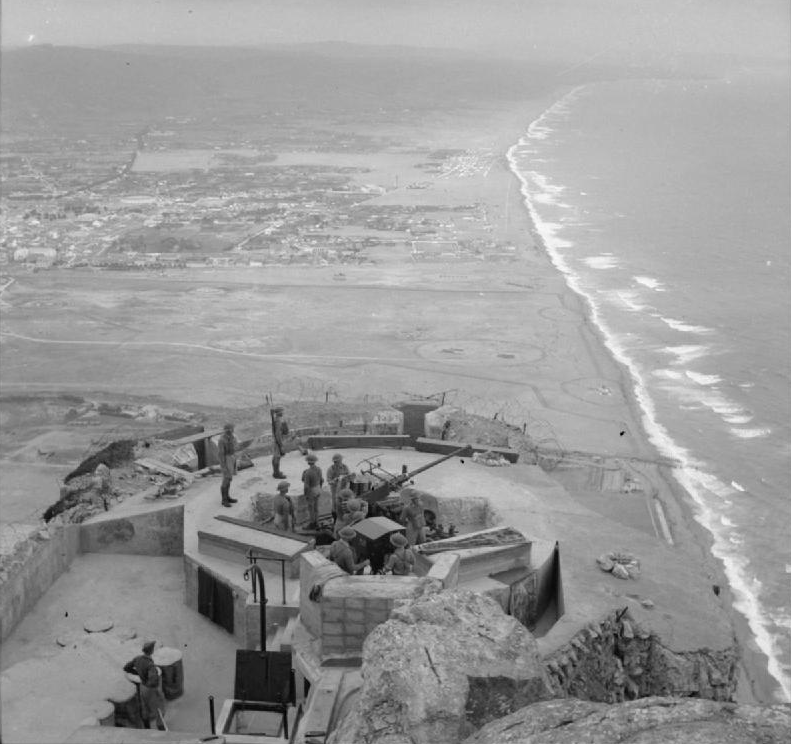
La Princess Royal's Battery avec un Bofors 40 mm de lutte antiaérienne le 17 novembre 1941.

La Princess Royal's Battery (« batterie de la Princesse Royale ») est une batterie d'artillerie à Gibraltar. Elle est située sur le plateau de Willis à l'extrémité nord de l’Upper Rock Nature Reserve, juste au sud de la Princess Anne's Battery.
Anciennement connue sous Willis's Battery (« batterie Willis »), puis Queen Anne's Battery (« batterie de la Reine Anne ») ou Queen's Battery (« batterie de la Reine »), elle a été rebaptisée à la fin du XVIIIe siècle d'après la Princesse Royale Charlotte, la fille aînée du roi George III.
La batterie a été active du début du XVIIIe siècle jusqu'au milieu du XXe siècle et désormais ses canons ne sont plus présents. Cette batterie est répertoriée par le Gibraltar Heritage Trust.